# Peter Tremmel

Peter Tremmel

Peter Tremmel (* 15. Oktober 1874 in Mannheim; † 13. Januar 1941 in Berlin-Steglitz) war ein christlicher Gewerkschaftsführer, Politiker und während der Weimarer Republik Abgeordneter des Reichstags für die Deutsche Zentrumspartei.

## Leben und Beruf
Das älteste Kind einer fünfzehnköpfigen Arbeiterfamilie absolvierte in Mannheim von 1881 bis 1889 die Volksschule und machte von 1886 bis 1892 eine Schlosserlehre. Wegen Schikanen seines Meisters musste er die Lehrstelle wechseln und beendete seine Lehre in einer Maschinenfabrik. Aufgrund seiner gewerkschaftlichen Betätigung wurde Tremmel von den Fabrikanten gemaßregelt und musste seinen Beruf aufgeben. Zunächst Hilfsarbeiter in einem Bretterlager war Tremmel gezwungen, sich häufig neue Arbeit zu suchen, da er von den Fabrikanten auf eine „schwarze Liste“ gesetzt worden war. 1895 bis 1897 absolvierte er seinen Militärdienst in Rastatt und wurde schließlich Arbeiter im Hafen von Mannheim. Mit 18 Jahren war Tremmel in den Mannheimer katholischen Arbeiterverein eingetreten, in dem er eine intensive Schule erhielt. Um 1898 trat er in die Fachsektion der Fabrik- und Handarbeiter des bedeutenden katholischen Sozialvereins „Arbeiterwohl“ ein. 1902 wurde Tremmel erster Vorsitzender der Mannheimer Ortsgruppe des „Christlich-sozialen Verbandes der nichtgewerblichen Arbeiter und Arbeiterinnen Deutschlands“. Rasch wurde er ehrenamtlicher „Agitator“ des Verbandes für Süddeutschland (mit Ausnahme Bayerns).
Der aktive christliche Gewerkschafter fungierte von 1906 bis 1908 in Mannheim als hauptamtlicher Gewerkschaftssekretär des „Zentralverbandes Christlicher Fabrik- und Transportarbeiter Deutschlands“, der im September 1900 unter der Bezeichnung „Christlich-Sozialer Verband der nichtgewerblichen Arbeiterinnen und Arbeiter Deutschlands“ in München gegründet worden war. Der Verband wandte sich zunächst vor allem an die ungelernten Arbeiter, weitete aber nach einem Jahrzehnt seine Basis beträchtlich aus. 1908 zog Tremmel, der für die Lohnbewegung des Verbandes zuständig war, nach Aschaffenburg um. Tremmel stieg 1909 zum 2. Verbandsvorsitzenden auf Reichsebene auf. Von 1912 bis 1933 leitete Tremmel den Verband und lebte als Reichsvorsitzender dieser Gewerkschaft in Berlin-Steglitz. Unterbrochen wurde dies von 1914 bis 1917 durch seinen Kriegseinsatz. In dieser Zeit sank der Verband auf 3300 Mitglieder ab, wobei bei Kriegsausbruch rund 10.000 Mitglieder in ihm organisiert waren. Nach dem Krieg nahm diese christliche Gewerkschaft wieder einen starken Aufschwung und verlegte ihren Sitz nach Berlin, verlor aber in den Inflationsjahren und der Weltwirtschaftskrise erneut Mitglieder. Am 1. Januar 1931 zählte der „Zentralverband Christlicher Fabrik- und Transportarbeiter Deutschlands“, so der Name seit 1912, unter Leitung Tremmels 68.000 Mitglieder.

## Politische Tätigkeit
Als überzeugter Katholik schloss sich der christliche Gewerkschafter der Zentrumspartei an. Er gehörte für die katholische Partei von Januar 1919 bis Juni 1920 der Weimarer Nationalversammlung an, wobei er in Franken im Wahlkreis 24 gewählt wurde. Da sich das rechtsorientierte bayerische Zentrum von der Reichspartei als „Bayerische Volkspartei“ (BVP) abspaltete und Tremmel diese Trennung und eine Kandidatur für die BVP ablehnte, wurde er im Juni 1920 im Wahlkreis 24 (Koblenz-Trier) für die Zentrumspartei in den Reichstag gewählt, dem er bis zum November 1933 angehörte. Als Reichstagsabgeordneter kümmerte sich der Gewerkschafter hauptsächlich um Fragen des Wohnungs- und Siedlungswesens sowie des Arbeitsschutzes. Er zählte zum linken Flügel des Zentrums und zeigte programmatische Nähe zu den Sozialdemokraten, von denen er sich aber durch seine starke christliche Orientierung unterschied. Tremmel gehörte viele Jahre zum Vorstand der Gesamtverbandes der christlichen Gewerkschaften Deutschlands und leitete den Zusammenschluss der christlichen Fabrik-, Transport- und Nahrungsmittelgewerkschaften auf internationaler Ebene.
Infolge der Auflösung der Gewerkschaften durch die Nationalsozialisten 1933 wegen politischer Unzuverlässigkeit arbeitslos geworden, arbeitete Tremmel in der NS-Zeit als Zigarrenhändler in Berlin. Er unterhielt Verbindungen zu seinem ehemaligen Parteifreund Jakob Kaiser, der einen Widerstandskreis aufgebaut hatte.